# Mundo de fieras (venezuelai telenovella)
A Mundo de fieras (magyarul: Ragadozók világa) egy venezuelai telenovella, amit 1991 és 1992 között készített a Venevision. A főszerepben a venezuelai magyar származású Catherine Fulop és Jean Carlos Simancas voltak, a negatív főszereplők Rosalinda Serfaty és Chelo Rodriguez voltak. A telenovella Venezuela egyik legsikeresebb műsora lett és 20 országban sugároztak. Spanyolországban az 1992-es vetítésekor átlagosan 33,%-os nézettségi aránnyal rendelkezett.

## Cselekmény
Rosario Flores- akit mindenki csak "Charito" néven ismer - egy jóságos és szép lány, aki egyedül él anyjával Maria Antonietaval egy tanyán. Édesapja Leoncio Palacios régen elhagyta őket, azért, hogy új feleségével Miriammal kezdjen új életet.
María Antonieta egészsége romlik, ezért megkéri Leonciot - akinek szintén van egy másik lánya Joselyn - hogy gondoskodjon Charitoról. Joselyn Palacios, akinek mentális problémái vannak, valójában nem Leoncio lánya, hanem Miriam Federico Ansolaval folytatott viszonyából, házasságon kívül született meg.
María Antonieta hamarosan meghal és lánya teljesen egyedül maradt. Szerencséjére Charito anyjának régi barátja Chabela Soriano házába fogadja őt a többi gyereke mellé. Tamara, aki vér szerinti és Iván, aki örökbefogadott. Az özvegy Iván azonnal beleszeret Charitoba, akiben néhai feleségét Vivianat látta meg, aki furcsa körülmények közt hunyt el.
Később Charito Leonciohoz szegődik, hogy szolgálólányként dolgozzon a házában. Leoncio ugyan egy gonosz ember, ám halála előtt bocsánatot akar kérni Charitotól. Charito az egész rokonságot teljesen félreismeri és megkedveli Leonciot, amikor megtudja róla az igazságot Charito, akkor ugyan megharagszik rá, de megbocsát neki. Leoncio halála után Charito ismét teljesen egyedül érzi magát, hiszen nem maradt senkije.
Ekkor azonban rátalál a szerelem Jose Manuel Bustamante személyében, aki valójában Joselyn férje, José Manuel viszont titokban szereti Charitot. Ő is szintén vonzódik Jose Manuelhez ám nem meri érzelmeit kimutatni, mert egy gonosz és veszélyes nővel él házasságban. Érzelmeiket azonban egyikük sem tudják elnyomni és hamarosan egymás szeretői lesznek.
Joselyn mikor rájön a viszonyra elhatározza, hogy bosszút áll riválisán és agyon veri őt. Charito belátja, hogy Jose Manuel iránti szerelme képtelenség és visszatér a tanyára, hogy elfelejtse őt. Eközben Iván szerelmet vall neki és megkéri a kezét, de Charito elutasítja őt, hiszen csak jó barátként tekint rá.
Nem sokkal később Charito rájön, hogy terhes és szól Jose Maneulnek. Jose Manuel ugyan foglalkozna a gyerekkel, ám Joselyn szintén terhes lett és emiatt csapdában érzi magát. A két nő ugyanazon a napon szül, de Joselyn babája halva születik meg, míg Charito makk egészségesen. Joselyn öngyilkosságot kísérel meg de úgy dönt, hogy elrabolja Charito fiát és Josénak nevezi el azért, hogy az ő gyerekének tűnjön.
Öt évvel később Charito éjt nappallá téve abban a reményben él, hogy egy nap megtalálja fiát, aki José Manuellel (aki nem tudja hogy a gyerek Charito fia) és Joselynnel él. Joselyn minden rosszat megtesz, hogy Charito életét pokollá tegye: bezáratja Charitot egy elmegyógyintézetbe, ahol a lány elveszti az emlékezetét.
Jose Manuel megelégelve Joselyn áskálódásait elhagyja őt és el akar válni feleségétől, amikor Charito visszanyeri az emlékezetét, egy magán szertartás során összeházasodik Jose Manuellel.
Úgy tűnik, hogy végre rájuk talált a boldogság, ám ekkor megjelenik az életükben Brigitte Perdigón, Jose Manuel első felesége, aki állítása szerint még mindig nem vált el Jose Manueltől, így addigi házasságai Joselynnel és Charitoval érvénytelenek.
Eközben Joselyn újból szerelmes lesz és megint terhes lesz, ám nem sokkal később kiderül, hogy súlyos, gyógyíthatatlan betegsége van és csak pár hónapja maradt hátra. Felismerve a helyzetét Joselyn bocsánatot kér Charitotol és békét köt vele. Charito megbocsát neki. Joselyn megkéri Charitot, hogy ha meghal akkor gondoskodjon ő a gyerekről.

## Szereplők
- Catherine Fulop -  Rosario "Charito" Flores  / Viviana Flores
- Jean Carlo Simancas - José Manuel Bustamante
- Rosalinda Serfaty - Jocelyn Palacios Anzola de Bustamante
- Luis José Santander - Iván Soriano
- Miguel Alcántara - Silvio Ascanio
- Carolina López - Brigitte Perdigón de Bustamante
- Marlene Maseda - Reina Bayón
- Rebeca Costoya - Geraldine Paricio
- Elluz Peraza - Indiana Castro / Posiedad
- Chelo Rodríguez - Miriam Anzola de Palacios
- Chony Fuentes - Julia Bayón
- Mirtha Borges - Chabela Soriano
- María E. Domínguez - Charo
- Marisela Buitrago - Leonicia
- Susana Duijm
- Olga Castillo - Delmira
- Esperanza Magaz
- Francis Helen - Andreína Marval
- Orángel Delfín - Leoncio Palacios
- Marcelo Romo - Raymundo Camaro
- Diego Balaguer - Emilio / Clemente Sartori
- Simón Pestana - Amadeo Bustamante
- Henry Salvat - Ángel
- Julio Capote - Gonzalo Castro
- Ernesto Balzi - Federico Anzola
- Carolina Cristancho - Sandra
- Aura Elena Dinisio - Soledad de Anzola
- Mercy Croes - Adriana
- Sandra Juhazs - Paloma de Bustamante
- Lilibeth Morillo - Tamara "Tammi" Soriano
- Liliana Rodríguez - Chinca
- Azabache - Anita
- Carlos Carrera
- Patricia Tóffoli
- Andrés Izaguirre - Stéfano Camaro
- Carlos Subero
- Mahuampi Acosta
- María A. Gómez
- Carmen Landaeta - Teresa
- Mario Lovera
- Fabiola Romero
- Argenis Chirivela
- Mario Brito (Lotario) - Juanón
- Ninon Racca - María Antonieta Flores
- Isabel Hungría
- Humberto Tancredi - Padre Medayita
- Víctor Cárdenas - Antor Camaro
- Yuri Rodríguez
- Robert Pérez
- Luis Aular
- Ana María Pagliachi - Carlota
- Víctor Rentroya - Trino
- Paul Gillman - "El Chacal"
- Manuel Gassol
- Frank Méndez
- Francia Sandoval
- Franca Arico
- Tisbeth Arias
- Elizabeth López - Fedora
- Eduardo Herreros
- Coromoto Roche - Ninon
- Morela Reyes
- Tania Martínez
- Moisés Rodríguez
- Carmelo Lapira
- Gonzalo Contreras
- Nene García
- Emma Pereira
- Isabel Herrera
- Miguel Maldonado
- Miguel A. Nieto
- Enrique Oliveros
- Jhonny Menhier
- Odalys Paiva
- Luis Gerardo Núñez - Valentín Velasco
- Gabriela Spanic
- Hilda Blanco - Chiba
- Gonzalo Velutini - Santiago
- Roberto Luke
- Dulce María Pilonieta - Manuela "Chelita" Bustamante Perdigón
- Pedro de Armas - Luisito #1
- Winston Vallenilla - Luisito #2
- Humberto Oliveros - José "Joseíto" Bustamante Palacios

## Fordítás
- Ez a szócikk részben vagy egészben  a   Mundo de fieras (telenovela de 1991) című spanyol Wikipédia-szócikk ezen változatának fordításán alapul.  Az eredeti cikk szerkesztőit annak laptörténete sorolja fel. Ez a jelzés csupán a megfogalmazás eredetét és a szerzői jogokat jelzi, nem szolgál a cikkben szereplő információk forrásmegjelöléseként.